# Fiesta Remix
Fiesta Remix je píseň amerického zpěváka R. Kellyho, na které hostují rappeři Jay-Z a Boo & Gotti. Píseň pochází z jeho čtvrtého alba TP-2.com. Píseň sám napsal i produkoval.

## Hitparáda
| Země   | Umístění |
| ------ | -------- |
| US 100 | 6        |
| US R&B | 1        |
| UK     | 23       |